# Dark Savior
Dark Savior (ダークセイバー?) è un videogioco di ruolo del 1996 sviluppato da Climax Entertainment per Sega Saturn. Il gioco è stato realizzato dagli stessi autori di Landstalker.

## Modalità di gioco
Dark Savior è un action RPG che presenta elementi platform e tipici di un picchiaduro.